# Jeffrey Rosanelli
Jeffrey Rosanelli (30 juli 1998) is een Italiaans langebaanschaatser met een specialisatie voor de korte afstanden.

## Records

### Persoonlijke records
Persoonlijke records bijgewerkt tot en met 6 maart 2022.
| Afstand    | Tijd    | Datum            | Baan            |
| ---------- | ------- | ---------------- | --------------- |
| 500 meter  | 34,54   | 10 december 2021 | Calgary         |
| 1000 meter | 1.09,43 | 5 december 2021  | Salt Lake City  |
| 1500 meter | 1.49,04 | 4 maart 2018     | Salt Lake City  |
| 3000 meter | 4.10,55 | 28 november 2015 | Berlijn         |
| 5000 meter | 7.29,93 | 28 februari 2015 | Baselga di Pinè |

## Resultaten
| Jaar | Olympische Spelen | WK Sprint               | WK Junioren                  |
| ---- | ----------------- | ----------------------- | ---------------------------- |
| 2015 |                   |                         | 54e 500m 52e 1000m           |
| 2016 |                   |                         | 22e 500m 38e 1000m 29e 1500m |
| 2017 |                   |                         | 21e 500m 39e 1000m 40e 1500m |
| 2018 |                   |                         | 7e 500m 10e 1000m            |
|      |                   |                         |                              |
| 2022 | 19e 500m          | 15e (11e, 19e, 7e, 18e) |                              |